# Акциденція
Акциде́нція (лат. accidens — випадковість) — випадкова, минуща, тимчасова, неістотна властивість.

## Походження поняття
Це поняття вперше ввів Арістотель («Метафізика», «Фізика»). Воно широко вживалося в середньовіч. схоластиці, а також у філософії 17—18 ст., де А. як мінливий стан протиставлялася субстанції — незмінній сутності речей. З точки зору діалектичного матеріалізму таке протиставлення неправомірне: всі властивості (істотні й неістотні, необхідні й випадкові, сталі й несталі) є рухливими, мінливими, такими, що переходять одна в одну; не існує незмінної основи речей. Тому в марксист. філософії термін «акциденція» як правило не вживають.

## Види акциденцій
Філософська акциденція: символ — одна із форм пізнання світу. У символі відкривається сама сутність людської свідомості, але ця сутність ніколи не втрачає зв'язку із первісними експресивними переживаннями. Вони втілюються за допомогою «символічного закарбовування», під яким Е. Кассірер розумів „спосіб, що дозволяє сприйняттю як «чуттєвому» переживанню одночасно містити у собі «смисл», що не проглядає, і безпосереднє конкретне уявлення“ [Кассирер 2002 III: 159]. У найзагальнішому розумінні символом може бути річ, подія, чуттєвий образ, які виражають ідеальний зміст, відмінний від їхнього безпосереднього, чуттєво-тілесного буття.
Психологічна акциденція: символ — одна із форм прояву свідомості, він у нерозгорнутій формі містить у собі всі можливі конкретизації предмета, багатозначну смислову перспективу його розгортання в дійсності. Символічні концепти виникають ще до моменту вільного володіння мовою, про що свідчать дослідження Ж. Піаже [Пиаже 1983: 133—136], у процесі асиміляції між предметами, а також між предметами та схемою дій, іншими словами, одні предмети асимілюють інші, що зумовлює виникнення екстенсіонала, або символу.
Психоаналітична акциденція: символ — єдина опосередкована можливість вияву підсвідомих начал в індивідуальній психіці та в культурі. За К. Юнґом, у всіх трактуваннях архетипу є дещо спільне: всі фундаментальні образи-символи принципово протистоять свідомості.
Лінгвофілософська акциденція: символ — форма вираження смислу. За Р. Дж. Коллінґвудом, мова має двобічний характер: з одного боку, вона є засобом вираження (наприклад, власних почуттів), а з іншого — символічним апаратом, або інтелектуалізованою мовою. "Мова у своїй інтелектуалізованій формі володіє як виразністю, так і смислом. Як мова вона виражає певні емоції. Як символічний апарат вона проникає за емоції, до думки, що несе цей емоційний заряд. Такою є знайома різниця між тим, «що ми говоримо» і тим, «що ми маємо на увазі» [Коллингвуд]. Призначення символу — передати смисл, що може бути прихованим за певною формою.
Етнолінгвістична акциденція: символ — частина ритуальної дії або реалізація міфопоетичного уявлення. Ритуал давніший навіть за мову, ритуальна сакралізована дія поступово формується у символічні форми, зокрема, мову. "Поряд із «видимою» структурою слова (корінь, суфікс, закінчення, перформати та детермінативи) існує і «невидима» його структура, яка відбиває основні категорії магічного мислення і значною мірою мірі визначає механізм мови [Маковский: 2]. Тому слово назавжди залишається символом, який сягає у глибини свідомості людини.
Герменевтично-філософська акциденція: символ — частка цілого, єдність натяку і приховування цього цілого. Символ, «досвід символічного має на увазі, що окреме, особливе постає як уламок буття, здатний з'єднатися з відповідним йому уламком у цілісність, або також, що це — давноочікувана частинка, яка доповнює до цілого, фрагмента життя, який завжди шукають» [Ґадамер 2001: 79]. За Ґадамером, символ не тільки вказує на значення, але й репрезентує його, в тому розумінні, що не заміщує щось інше, не виступає лише представником чогось, а зберігає в своєму представництві те, що репрезентує. Наприклад, «портрет, що висить у залі ратуші, чи в церковному приміщенні, чи десь ще, має бути елементом наявного існування цієї особи. Особа на репрезентативному портреті тут присутня в тій репрезентативній ролі, яку вона має» [Ґадамер 2001: 81].
Формально-логічна акциденція: символ — умовний знак, як правило, графічний, що позначає логічні операції, формалізовані поняття, алгоритми процесів чи дій. Їхня особливість у тому, що вони теж репрезентують якусь ідею, поняття, але без їхньої «присутності» у гадамеровському розумінні. Висвітлення концепту символу в науковій картині світу названими акциденціями не вичерпується, ми не згадали ідеї П. О. Флоренського, О. Ф. Лосєва, Ч. Пірса, Ю. М. Лотмана, О. О. Потебні та інших видатних вчених, які намагалися розкрити його сутність та знайти певний інваріант його визначення. Але, очевидно, це неможливо, оскільки кожна окрема наукова галузь має свою семіотичну систему та позицію щодо досліджуваного об'єкта. Що є дійсно інваріантним при підході до символу в науковій картині світу — це термінологічні рамки, розуміння його як терміну, незважаючи на розмитість цього концепту. Тут кожний варіант вживання слова «символ» — це метамовний варіант, який функціонує як елемент певної галузевої терміносистеми.
У мовній картині світу концепт символу наповнюється досвідними функціональними смислами. Для того, щоби зробити спробу визначити характер цієї функції, «зручніше не давати будь-якого загального визначення, а виходити з інтуїтивно дарованих нам нашим культурним досвідом уявлень і надалі намагатися їх узагальнити» [Лотман 2002: 212].